# Plymouth Prowler

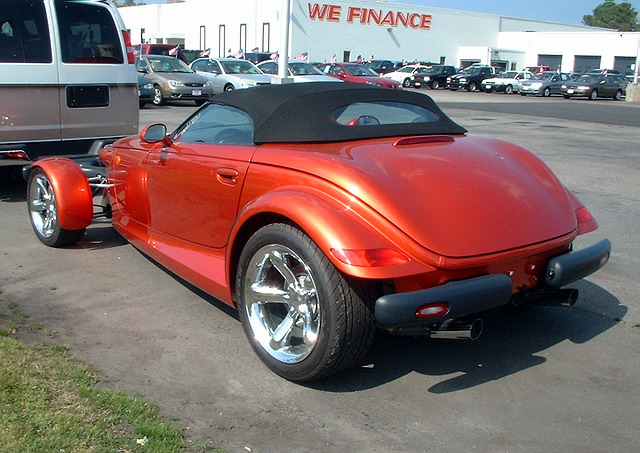
Vista posterior del Prowler.

El Plymouth Prowler (también llamado Chrysler Prowler) es un automóvil deportivo de diseño "retro" producido por el fabricante estadounidense Chrysler y por DaimlerChrysler en el año 1997, y de 1999 a 2002, ya que en 1998 no se fabricó ninguna unidad del Prowler.
El Prowler es un descapotable de dos puertas y dos plazas. Una de las características de diseño más notables del Prowler son los pasarruedas delanteros, similares a los de un monoplaza. 
Se dice que el diseño del Prowler fue creado al darles rienda suelta a los ingenieros de Chrysler para crear un Hot Rod como quisieran.
Tiene un motor de gasolina EGJ V6 de 3,5 litros de cilindrada y 214 CV (160 kW) de potencia máxima. En el modelo del año 1999, el motor fue modificado hasta alcanzar los 253 CV (189 kW). Ambos motores están acoplados a una caja de cambios automática "Autostick" de cuatro velocidades.
Numerosos componentes están construidos en aluminio, principalmente el chasis. La carrocería de este automóvil fue producida en Shadyside, Ohio (Estados Unidos).

## Cifras de producción
En esta tabla se muestran las cifras de producción del Plymouth Prowler y Chrysler Prowler durante el año 1997 y desde 1999 hasta 2002.

1.545

| 1997               | 457    |
| 1998               | 0      |
| 1999               | 3.921  |
| 2000               | 2.746  |
| 2001               | 1.436  |
| Total por Plymouth | 8.532  |
| Total por Chrysler | 3.170  |
| Unidades totales   | 11.702 |